# Литовський екзархат
Патріарший Екзархат Литви (лит. Lietuvos egzarchatas, грец. Πατριαρχική Εξαρχία Λιθουανίας) — новостворена церковна провінція під юрисдикцією Вселенського патріархату, що включає територію Литви.
Екзархат знаходиться в процесі організації і включає десять парафій, що діють литовською, білоруською, українською та церковнослов'янською мовами.

## Історія
Від XIV до XVII століть православні Великого князівства Литовського належали Київської митрополії Вселенського Патріархату. У 1686 через симонію Вселенський патріарх Діонісій IV (який пізніше через це отримав анафему) видав Синодальний лист, яким у порядку ікономії, обраного собором духовенства та вірян його єпархії, надавав право ординації Київського митрополита Московському патріарху. Згодом поступово в Литві не залишилося єпархій або парафій, підпорядкованих Вселенському Патріархату.
1839 року в Російській імперії було засновано Литовську єпархію РПЦ.У 1924—1939 р. православні Вільнюського краю були в юрисдикції Польської Автокефальної Православної Церкви, 1939 р. після радянської окупації повернуті до Вільнюської єпархії РПЦ. До 2022 р. ця єпархія залишалася єдиною православною структурою в Литві.
Після російського вторгнення в Україну в лютому 2022 року московський патріарх Кирил позбавив сану п'ятьох священників, які висловилися проти позиції Московського патріарха. Вони, скориставшись «закликом», звернулися до Вселенського Патріархату, який виправдав їх і відновив у сані священників у лютому 2023 року. У березні 2023 року Патріарх Варфоломій здійснив офіційний візит до Литви. Під час нього Патріарх зустрівся з п'ятьма відновленими священиками та підписав угоду з урядом Литви, яка передбачала створення в країні церковної юрисдикції підпорядкованої Вселенському Патріархату.
Після цього ієромонах Естонської Православної Церкви Юстинос Ківілу був призначений Екзархом Вселенського Патріархату в Литві, який звершив першу Божественну Літургію у Вільнюсі в день Богоявлення, 6 січня 2024 року. У лютому 2024 року уряд Литви постановив, що Патріарший екзархат відповідає вимогам для реєстрації в Реєстрі юридичних осіб як одна з дев'яти традиційних релігійних громад країни.